# اسکای۲
 اسکای۲  (به انگلیسی: Sky2) یک شبکه تلویزیونی متعلق به گروه اسکای بریتانیا است.
این شبکه در سال ۲۰۰۲ میلادی تأسیس شده و در بریتانیا و ایرلند برنامه پخش می‌کند. این شبکه معمولاً برنامه‌های شبکه‌های اسکای۱ و اسکای تراول را پخش می‌کند.